# RSG Slingerbos
RSG Slingerbos | Levant is een Nederlandse openbare middelbare school met vestigingen in Harderwijk en Zeewolde. De school werd opgericht in 1966 en groeide daarna uit tot een scholengemeenschap voor mavo, havo en vwo met meer dan 1200 leerlingen. Sinds 1997 verzorgt de school ook tweetalig (Nederlands en Engels) vwo, en sinds 2018 ook tweetalig havo. In 2009 waren er 1291 leerlingen in Harderwijk en 499 in Zeewolde. De school heeft een sterk regionale functie, veel leerlingen zijn afkomstig uit de omringende gemeenten. 

## Geschiedenis
Vanaf de zeventiende eeuw tot 1818 beschikte Harderwijk over hoger onderwijs. De Universiteit van Harderwijk werd door koning Willem I gesloten. Pogingen om daarvoor in de plaats een Rijksathenaeum te stichten liepen op niets uit. In 1883 was er een vergeefs initiatief om een Hogereburgerschool (HBS) in Harderwijk te krijgen. Vanwege tegenstand uit conservatief-christelijke hoek mislukten ook in het begin van de 20e eeuw nog diverse pogingen tot het stichten van een dergelijke school. In 1919 opende er wel een christelijk lyceum in Harderwijk, het tegenwoordige Christelijk College Nassau-Veluwe.
In 1966 was de tegenstand uit christelijke hoek zodanig verminderd, dat de Rijks-HBS van Amersfoort een dependance kon stichten te Harderwijk, die onderdak kreeg in het gebouw van de lts op de Stationslaan. Bij de oprichting waren er 45 leerlingen. Na twee jaar verhuisde de school naar een noodgebouw in het Slingerbos aan de toenmalige rand van Harderwijk. In de jaren 80 werd een nieuw, ruim schoolgebouw gebouwd op hetzelfde terrein, hoewel vanwege de snelle groei van het aantal leerlingen het noodgebouw al snel opnieuw in gebruik moest worden genomen. Het schoolgebouw werd in 1997 en 2001 uitgebreid om een einde aan het ruimtegebrek te maken.
De Rijks-HBS veranderde in een RSG (Rijks Scholengemeenschap), die in 1995 door het rijk aan de lokale bevoegd gezag werd overgedragen. De naam bleef ongewijzigd maar de afkorting RSG staat sindsdien voor Regionale Scholengemeenschap.
In 2003 fuseerde de school met de openbare school de Levant, die in 1999 gesticht was als een dependance van het Oostvaarders College in Almere. Sindsdien is er een tweede vestiging in Zeewolde.
Net zoals in 1997 en 2001 werd in 2013 weer begonnen met een verbouwing, om het toenemende aantal leerlingen te faciliteren en de voorzieningen te moderniseren.

## Kenmerken
De vestiging in Harderwijk heeft een vloeroppervlakte van 11.000 m2, waarop zich 47 theorielokalen, veertien vaklokalen, vier gymzalen, een kantine, een studiezaal en een groot open leercentrum bevinden. Het gebouw ligt op een groot terrein waarvan het overige deel gebruikt wordt als sportveld. De locatie aan de rand van de stad en het nieuwe gebouw maken dat de school een ruim, open karakter heeft en veel aandacht kan geven aan moderne faciliteiten en lesmethoden. Ook de vestiging in Zeewolde heeft een relatief groot terrein.
De school organiseert diverse kampen, excursies en buitenlandse reizen voor haar leerlingen. Er zijn internationale (uitwisselings)reizen voor de mavo- havo- en vwo-leerlingen met Tsjechië, Londen, Rome, Italië, Roemenië, Denemarken, Duitsland en Spanje.